# Konvergenzinsuffizienz
Konvergenzinsuffizienz ist eine Störung des beidäugigen Sehens, gekennzeichnet durch eine eingeschränkte Fähigkeit der Augäpfel (Bulbus oculi), eine ausreichende Einwärtsbewegung (Konvergenz) durchzuführen oder aufrechtzuerhalten, um ein nahe gelegenes Objekt zu fixieren, die Sehachsen beider Augen im angeblickten Objekt zu kreuzen (Konvergenzstellung) und somit beidäugiges Einfachsehen zu ermöglichen. Die Stelle, an der ein Objekt in der Nähe gerade noch binokular einfach gesehen werden kann, nennt man Konvergenznahpunkt. Die Ursachen für eine Konvergenzschwäche können vielfältig sein. Sie reichen von senso-motorischen Störungen der Fusion bis zu neurogen Störungen oder Läsionen (Augenmuskellähmungen).
Eine Konvergenzinsuffizienz tritt meist in der Nähe auf. Um ein Objekt in der Nähe deutlich und binokular einfach zu sehen, müssen zwei Mechanismen aktiviert werden. Erstens die Scharfstellung (Akkommodation) beider Augen mittels Brechwertzunahme der Augenlinse und zweitens die Fixationsaufnahme (Konvergenz) mittels zusätzlicher Kontraktion der beiden inneren geraden Augenmuskeln (Musculi recti mediales), um das Objekt binokular einfach zu sehen. Gemeinsam mit einem weiteren Mechanismus, der Pupillenverengung, gehören sie zu einem neurophysiologischen Regelkreis, der Naheinstellungstrias.

## Ursache Exophorie
Unter Exophorie versteht man eine latentes Schielen nach außen, also schläfenwärts. Fixiert ein Augenpaar einen Objektpunkt, dann sind die Sehachsen beider Augen auf dieses Objekt gerichtet und kreuzen sich dort. Der Objektpunkt wird in beiden Augen im Zentrum der Fovea abgebildet und somit binokular einfach gesehen. Unterbricht man nun das beidäugige Sehen (bspw. durch das Abdecken eines Auges mit der flachen Hand), bewegt sich das Augenpaar in eine Ruhestellung, auch relative Ruhelage oder fusionsfreie Einstellung. Weicht das Augenpaar nunmehr von der gemeinsamen Sehrichtung auf das fixierte Objekt nach außen hin ab, dann liegt eine Exophorie vor.
Eine Exophorie ist also eine latente Abweichung der Augen nach außen bei Unterbrechung des Binokularsehens. Eine Konvergenzschwäche liegt dann vor, wenn die Abweichung bei Nahfixation größer ist, als bei Fixation in die Ferne.

## Symptome
Die mit der Konvergenzinsuffizienz verbundenen Symptome gehen häufig einher mit einer visuellen Tätigkeit in der Nähe. Sie können unter anderem Doppeltsehen, Asthenopie, vorübergehendes verschwommenes Sehen, schnelle Ermüdung, Kopfschmerzen und anormale Haltungsanpassung umfassen. Bei Kindern im Schulalter kann sich darüber hinaus nicht selten eine reduzierte Lesegeschwindigkeit, vermehrt Lesefehler sowie eine verringerte Motivation beim Erlernen der Schriftsprache zeigen.

## Diagnose
Prinzipiell ist der Konvergenznahpunkt (der Punkt, der bei minimaler Entfernung vom Auge noch binokular einfach gesehen werden kann) umso weiter in die Ferne versetzt, je ausgeprägter die Konvergenzschwäche ist. Ein reduziertes Verhältnis von akkommodativer Konvergenz zu aufgebrachter Akkommodation (niedriger AC/A-Quotient), herabgesetzte Fusionsbreite und Akkommodationsstörungen können ebenfalls festgestellt werden. Die Diagnose einer Konvergenzinsuffizienz wird mit orthoptischen und optometrischen Mitteln gestellt.

## Therapie
Eine motorisch bedingte Konvergenzinsuffizienz kann unter bestimmten Voraussetzungen mit Konvergenzübungen behandelt werden. Einige Fälle von Konvergenzinsuffizienz werden erfolgreich durch Brillenverordnung behandelt, unter anderem mit therapeutischen Prismenbrillen. Nicht selten ist eine Augenmuskeloperation Therapie der Wahl.

## Forschung
Im Jahr 2005 veröffentlichte die Convergence Insufficiency Treatment-Studie (CITT) zwei randomisierte klinische Studien. Die erste, in Archives of Ophthalmology veröffentlichte Studie, zeigte, dass Computerübungen in Kombination mit einer amtsbasierten Vision / Orthoptik im Vergleich zu „Bleistift-Liegestützen“ oder Computerübungen allein bei Konvergenzinsuffizienz bei Kindern zwischen 9 und 18 Jahren wirksam waren. Die zweite ergab ähnliche Ergebnisse für Erwachsene zwischen 19 und 30 Jahren. In einer bibliographischen Übersicht aus dem Jahr 2010 bestätigte das CITT seine Auffassung, dass die bürobasierte Akkommodations-/Vergence-Therapie die wirksamste Behandlung von Konvergenzinsuffizienz ist und dass es ganz oder teilweise durch andere Augentrainingsansätze wie die Therapie zu Hause ersetzt werden kann bieten Vorteile bei den Kosten, aber nicht beim Ergebnis. Eine spätere Studie aus dem Jahr 2012 bestätigte, dass orthoptische Übungen zu einer dauerhaften Verbesserung der asthenopischen Symptome der Konvergenz-Suffizienz sowohl bei Erwachsenen als auch bei Kindern führten. Ein Cochrane Review aus dem Jahr 2011 hat bestätigt, dass die Therapie am Arbeitsplatz wirksamer ist als die Therapie zu Hause, obwohl der Nachweis der Wirksamkeit für Kinder viel stärker ist als für die erwachsene Bevölkerung.
2011 wurde in einer Studie an Kindern im Alter zwischen 7 und 14 Jahren mit Lese-Schreibstörung und gleichzeitiger Konvergenzinsuffizienz gezeigt, dass die Anwendung prismaischer Nahbrillen zu einer signifikanten Verbesserung der Leseperformance führt.
In der fünften und sechsten Klasse liegt die Konvergenzinsuffizienz bei Kindern bei 13 %. In Studien, in denen standardisierte Definitionen der Konvergenzinsuffizienz verwendet wurden, haben Ermittler in Schulen und Kliniken eine Prävalenz von 4,2 % bis 6 % angegeben.